# サニー (少女時代)

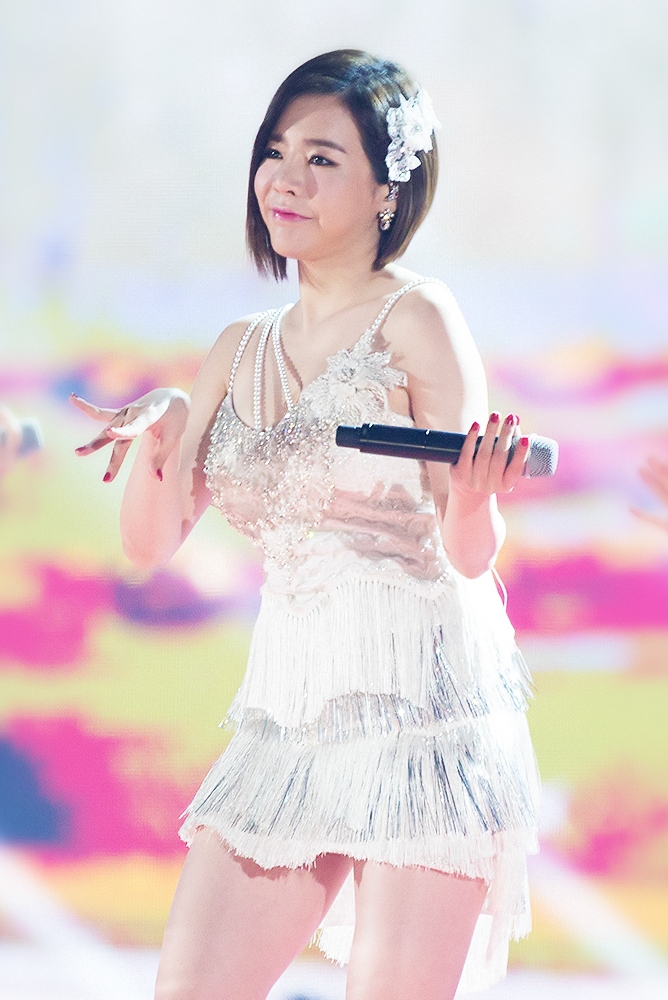
サニー （2015年）

サニー（써니、Sunny、本名：イ・スンギュ（이순규、Lee Soon-Kyu、李純揆）、1989年5月15日 - ）は、韓国の歌手。アイドルグループ「少女時代」のメンバー。ポジションはリードボーカル。アメリカ・カリフォルニア州オレンジ出身。A2Oエンターテインメント所属。元SMエンタテインメント所属。
なお韓国語での名前の発音は「サニー」ではなく「ソニ」に近い。

## 来歴
- 1998年から父が経営する芸能事務所「スターワールド」に所属。5年間練習生として通い、女性デュオとしてデビューする予定だったが、事務所の経営悪化により叶わなかった。
- 2007年、同じ事務所に所属していたICONIQの勧めでSMエンタテインメントのオーディションを受けて合格し、その年に少女時代のメンバーとしてデビュー。
- 2009年から2010年にかけて、韓国KBSのバラエティ番組「青春不敗」に少女時代メンバーのユリと共にレギュラー出演し、愛嬌のあるキャラクターで人気を集める。
- 2011年から、ヒョヨンと共にKBS「青春不敗2」に出演。2012年7月に途中降板した。
- 2012年2月から、SBS MTV「ミュージック・アイランド」のMCを務める[4]。
- 2012年3月から5月にかけて、ミュージカル「Catch Me If You Can」にブレンダ役で出演。
- 2023年8月8日をもって契約期間満了によりSMエンタテインメントを退所[5]。
- 2025年4月、SMエンタテインメント創設者であり叔父でもあるイ・スマンが設立したA2Oエンターテインメントと契約契約を結んだことが、同社より公表された[6]。

## 人物
- 本貫は全州李氏[7]。本名は「イ・スンギュ」だが、韓国では古臭い名前であるため本人は気に入っておらず、「サニー」という芸名でデビューすることにした。しかし親しい人やファンからはしばしば「スンギュ」と呼ばれる。またデビュー当時のキャッチフレーズは「活力素」（元気の源という意味）。
- 叔父はSMエンタテインメント創業者のイ・スマン。
- 身長は156cmで少女時代メンバーの中で最も低い
- 特技は運動。体もかなり柔らかく、前後開脚で腰を床につけた状態で頭が足につく。身長は低いが力持ちで、「青春不敗」の中では自分より10cm位背の高い中学生を抱き上げて振り回したこともあった。
- 読書が好きで、分厚いミステリー小説を一日で読み切るという。
- 食事中の癖は、テーブルの料理に向かって、自身の首を必ず左に傾ける癖が目撃されている。
- テレビ番組などで幼児やぶりっ子の真似を披露することが多く、少女時代の愛嬌担当と言われている。ソロパートで可愛く映るためにアヒル口や表情の研究を常にしているという。あまりにもぶりっ子なので、周囲の人がいらいらして思わず殴りたくなるという意味で「拳を呼ぶ愛嬌」とも呼ばれる。
- 生まれたのはアメリカで、親の仕事の都合で幼少期はクウェートに住んでいたが、湾岸戦争に巻き込まれて家族と共に韓国へ帰国した。その時のトラウマのため今でも爆竹などの大きな音を聞くと怖くて足がすくんでしまうという。またアメリカ生まれだがすぐに帰国したため英語は話せないと公言している。
- 好きな言葉は、「どの瞬間にもベストを！」[8]。
- スーパージュニアのソンミンと仲が良い。

## 親族
- 叔父のイ・スマンは少女時代の所属事務所・SMエンタテインメントの創設者であり現理事である。父のイ・スヨンはかつてロックバンド「滑走路」のシンガーとして活動し、芸能事務所「スターワールド」代表を務めていた。姉はSMエンタテインメントでICONIQのマネージャーをしていた[9]。親族が事務所関係者であることから「コネで少女時代に入ったのではないか」という噂も立ったが、サニーは「もともと所属していた事務所が経営困難になったのでSMのオーディションを受けた。私をキャスティングした人は私がイ・スマンの姪であることを全く知らなかった」と否定している[10]。
- 姉二人（11歳と15歳違い）と末っ子のサニー全員の誕生日が5月15日である。この発生確率は13万3000分の1だという。

## エピソード
- 2009年からKBSのリアル・バラエティ番組「青春不敗」に出演し、韓国の農村で自給自足生活を体験した。都会育ちにもかかわらず、暴れる鶏を素手で捕まえたり、部屋に現れたゲジゲジを一人で捕獲したりするなどのたくましい姿を見せた。また番組中では大工仕事から赤ん坊の世話、トラクターの運転まで万能にこなし、茶目っ気のあるキャラクターで視聴者の人気を集めた。共演していたヒョミンには「サニーと一緒にいれば編集でカットされない」といって慕われていた。少女時代の日本進出に備えるため、ユリと共に番組の途中で降板したが、2011年から始まった「青春不敗2」ではヒョヨンと共に再度出演を果たした。
- 韓国のポータルサイトbugsで、「純真でけがれのない子供のような心を持った歌手は誰？」というアンケートでサニーが1位になった。また「エイプリルフールで一番騙されそうな歌手は誰？」というアンケートでは「子供のように純粋なので簡単に騙されてしまいそう」という理由で1位になった。
- 2011年4月17日、ソウルのロッテワールド・アイスリンク特設舞台でのライブ中に男が乱入し、テヨンを誘拐しようとしたが、サニーがテヨンの手をつかんで引きとめたことから、その勇気を称賛された[11]。
- 日本ツアー中の2011年6月5日、体調不良だったサニーはコンサート会場のさいたまスーパーアリーナで倒れた。近くの病院に運ばれて点滴治療を受け、アンコール前にはステージに戻り、「もう大丈夫です」と涙ながらに挨拶した。
- 2015年3月1日、三一節を迎え、自身のインスタグラムに「歴史を忘れた民族に未来はない」という文と共に太極旗を掲載した。これを見た日本のネットユーザーは「日本で活動する少女時代として反日感情って...二度と日本に来るな」とコメントを入れて批判。するとそのコメントを見た韓国のネットユーザーが反応し、サニーのSNSと各種オンラインコミュニティのコメント欄には両国の激しい批判意見が飛び交う状態となった。[12]

## 主な活動

### 音楽活動
- 今になって - "이제서야" (Finally Now)　(2009年、映画「ストーリーオブワイン」主題歌)
- 愛なのよ(2009年9月23日「地面にヘディング」OSC)同じ少女時代のテヨンとのデュエット曲
- Your Doll(あなたの人形)(2010年オー!マイレディ」のサウンドトラック収録)
- 愛してる、愛してる - "사랑해 사랑해" (I Love You, I Love You) (2012年、Brown Eyed Girlsのミリョのソロアルバム『MIRYO aka JOHONEY』に客演）
- 私だよ - "나야" (It's Me) (2012年、SBSドラマ「花ざかりの君たちへ（韓国版）」挿入歌、f(x)のルナとのデュエット曲）
- 2番目の引き出し (2013年、MBCドラマ「女王の教室（韓国版）」挿入歌）[13]

### MC
- The M (MTV、2009年-2010年)
- ミュージック・アイランド（SBS MTV、2012年- ）[4]

### バラエティ番組
- 青春不敗 (KBS 2TV、2009年-2010年)第32回まで[14]
- 青春不敗2 (KBS、2011年-2012年)第31回まで
- 1　VS 100 (KBS2、2012年)
- リアルマン (MBC、2013年)
- 花よりおじいさん (tvN、2013年)エピソード9－11、14
- ルームメイト2 (SBS、2014年-2015年)

### ミュージックビデオ
- Super Junior Happy 「Cooking? Cooking!」 (2008年)

### 声優
- アニメ映画「コアラキッド：英雄の誕生（코알라 키드 : 영웅의 탄생）」 - ミランダ役 (2012年)

### ミュージカル
- Catch Me If You Can - ブレンダ役 (2012年）

### ラジオDJ
- サニーのFMデート(MBC FM4U、2014年〜)